# Ferrante d'Este
Ferdinando d'Este detto Ferrante (Napoli, 19 settembre 1477 – Ferrara, febbraio 1540) Figlio secondogenito del duca di Ferrara Ercole I d'Este, esercitò il mestiere del condottiero al servizio del re di Francia Carlo VIII. Elogiato soprattutto per la sua grande bellezza, che lo eguagliava a San Giorgio, e per la prontezza d'ingegno, è noto tuttavia per la triste vicenda della congiura contro il fratello Alfonso I d'Este, al quale aspirava a sostituirsi: scoperto e condannato, trascorse il resto della giovinezza in prigione, dove finì miseramente i suoi giorni, essendovi rimasto rinchiuso per 34 anni.

## Biografia

### Infanzia a Napoli
Figlio del duca di Ferrara Ercole I d'Este e di Eleonora d'Aragona, nacque nel Castel Capuano a Napoli, dove la madre, già gravida di cinque mesi, si era recata in visita per presenziare alle nozze del padre Ferrante d'Aragona con la principessa spagnola Giovanna di Trastamara. Il bambino, battezzato il 7 ottobre 1477, venne chiamato Ferdinando in onore del nonno materno, ma nell'uso quotidiano il suo nome fu poi abbreviato per contrazione in Ferrando o Ferrante, così come avveniva per il nonno. Suo padrino fu Giuliano della Rovere.
Quando, il 19 Settembre, la madre Eleonora ripartì per Ferrara, lasciò il neonato affidato alla casa paterna insieme alla sorella maggiore Beatrice, la quale gli fu per questo sempre molto affezionata. I due fratelli, pur abitando ambedue nello stesso castello, furono però ceduti ai parenti aragonesi sotto diverse condizioni: mentre la permanenza di Beatrice a Napoli doveva essere definitiva, quella del piccolo Ferrante era transitoria, in quanto si attendeva che il bambino crescesse abbastanza da poter affrontare un viaggio per mare, quindi sarebbe stato restituito ai genitori; inoltre, se Beatrice era sotto la diretta ed esclusiva tutela del re, che l'aveva formalmente adottata e da solo poteva deciderne il futuro, Ferrante continuò a trovarsi sotto la condivisa tutela del nonno e dello zio Alfonso da un lato, e dei genitori dall'altro.

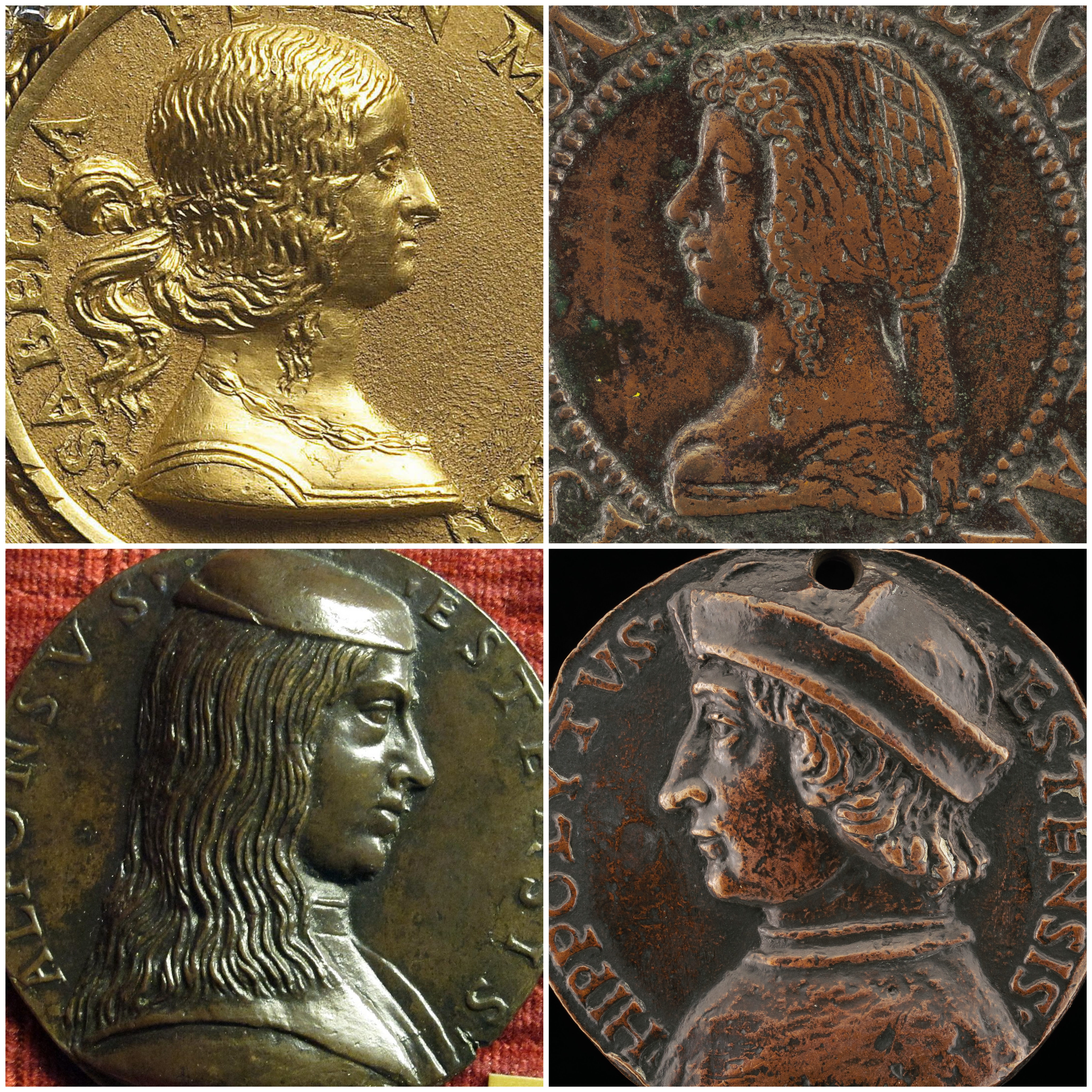
Medaglie dei fratelli d'Este a confronto: Isabella, Alfonso, Ferrante, Ippolito e Sigismondo avevano ereditato il tipico naso estense del padre; Beatrice quello leggermente all'insù della madre. Tutti inoltre erano bruni, fuorché Ferrante e Sigismondo, che avevano recuperato, come pare, il tradizionale biondo degli Este.

Sebbene nel 1479 l'ambasciatore estense Niccolò Sadoleto avesse sollecitato la duchessa Eleonora a riprendersi il figlio, dicendo che era bellissimo e che avendo ormai compiuto due anni era pronto a lasciare Napoli, né la madre né il padre Ercole si interessarono di propiziarne la venuta a Ferrara. Il fatto che, giusto in quell'anno, il padre militasse agli stipendi dei fiorentini contro lo stesso suocero re di Napoli, fece in verità nascere il sospetto che i due bambini, Beatrice e Ferrante, fossero usati come ostaggi politici dal nonno - insinuazione avanzata tra l'altro dallo stesso zio Federico d'Aragona - cosa che, considerato il cinismo di re Ferrante, non era priva di pericoli, e che preoccupava la madre Eleonora.
Il bambino continuò perciò a vivere a Napoli ancora per molti anni; viceversa si verificò l'evento più imprevedibile, ossia fu la sorella Beatrice, nel settembre 1485, a rientrare precocemente a Ferrara al suo posto. Il legame fra i due fratelli era molto stretto e la separazione forzata fu dolorosa: alla partenza Beatrice piangeva disperatamente e anche il bambino "lacrimava cym tanti singulti".
Al principio del 1486, nel pieno della congiura dei baroni, benché ancora in tenera età, Ferrante fu mandato insieme allo zio Federico e al cugino Pietro in Calabria, della quale terra quest'ultimo era stato nominato viceré.

### Alla corte di Ferrara
Tra il 1486 e il 1488 la zia Beatrice d'Aragona, regina d'Ungheria, la quale era senza figli e aveva già ottenuto presso di sé uno dei nipoti, ossia Ippolito d'Este, si interessò anche a Ferrante, e pregò la sorella Eleonora che volesse mandarglielo in Ungheria. Le ragioni addotte furono due: la prima, che Mattia Corvino, suo marito, aveva desiderio di un figlio da portare con sé in battaglia, in quanto Ippolito, per essere un ecclesiastico, non poteva seguirlo, "perché li pare iusto li prelati habiano da stare con le donne"; la seconda, che la sua presenza fosse di troppo a Napoli, in quanto re Ferrante godeva già di una figlia piccola e di altri nipotini, mentre in Ungheria avevano pochi parenti. Promise in cambio di infeudare il piccolo Ferrante di grandi possedimenti e di fargli sposare una ricca ereditiera, per la quale stava già contrattando le nozze.
Eleonora ed Ercole si mostrarono disponibili ad accondiscendere, e informarono re Ferrante e il duca Alfonso della cosa. Il nonno non mosse stavolta le stesse obiezioni che aveva mosso al tempo della partenza di Beatrice, quando la contrastata restituzione della bambina era divenuta un vero e proprio caso di stato trascinatosi per mesi; anzi si mostrò molto disponibile a restituire il nipote, cosicché nel 1489, cogliendo l'occasione delle nozze della nipote Isabella d'Aragona con Gian Galeazzo Sforza, affidò all'omonimo nipote il compito di guidare il corteo nuziale fino a Milano e quindi recarsi presso la corte paterna a Ferrara.
Una volta lì, però, il bambino cadde improvvisamente ammalato, ragion per cui il viaggio in Ungheria fu differito e - per qualche motivo - mai più effettuato. D'altra parte Eleonora ammetteva fin da subito alla sorella che il figlio si era rivelato tanto bello, intelligente e spiritoso che né lei né il marito pensavano più di separarsene: "Don Ferrando [...] quale è pulito [ben fatto] et bello come una zoglia [gioiello], et è tanto faceto, piacevole et prompto [pronto] et da cussì bon inzegno, che lo Illustrissimo Signor suo patre et io ne pigliamo tanto piacere et festa, che anchora non habiamo saputo pensare et deliberare il tempo et il giorno che 'l si habia a partire da noi". Ferrante non tornò neppure a Napoli, ma rimase a Ferrara, dove il padre lo adoperò per la propria ambivalente politica di neutralità, facendolo combattere al servizio dei francesi, mentre l'altro figlio Alfonso combatteva con gli italiani.

### La bellezza di Ferrante

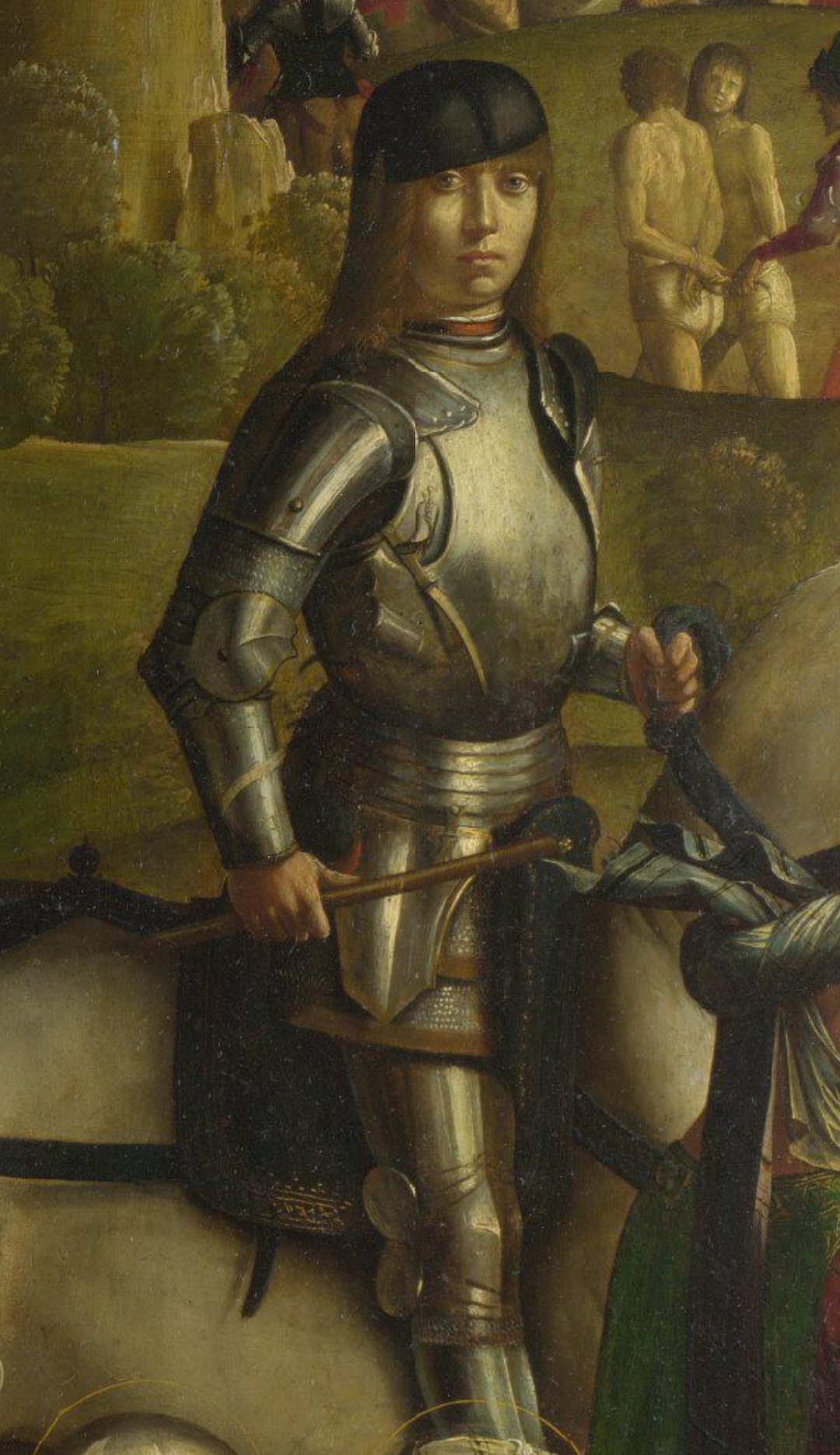
Il cavaliere nellAscesa al Calvario di Boccaccio Boccaccino, pittore ferrarese, che si stima dipinta poco dopo il suo arrivo a Cremona come pala d'altare per la chiesa di San Domenico, in data non troppo posteriore al 1500. Il bastone del comando stretto nella mano destra, la posa marziale e l'armatura indicano trattarsi di un condottiero. Forse lo stesso Ferrante, concordemente alle descrizioni sulle sue bellissime sembianze? È stato suggerito possa trattarsi di un committente, ma i committenti solitamente sono dipinti mentre guardano l'opera ai margini, e non mentre vi prendono parte. Altri hanno ipotizzato trattarsi di Camillo, figlio maggiore del pittore.

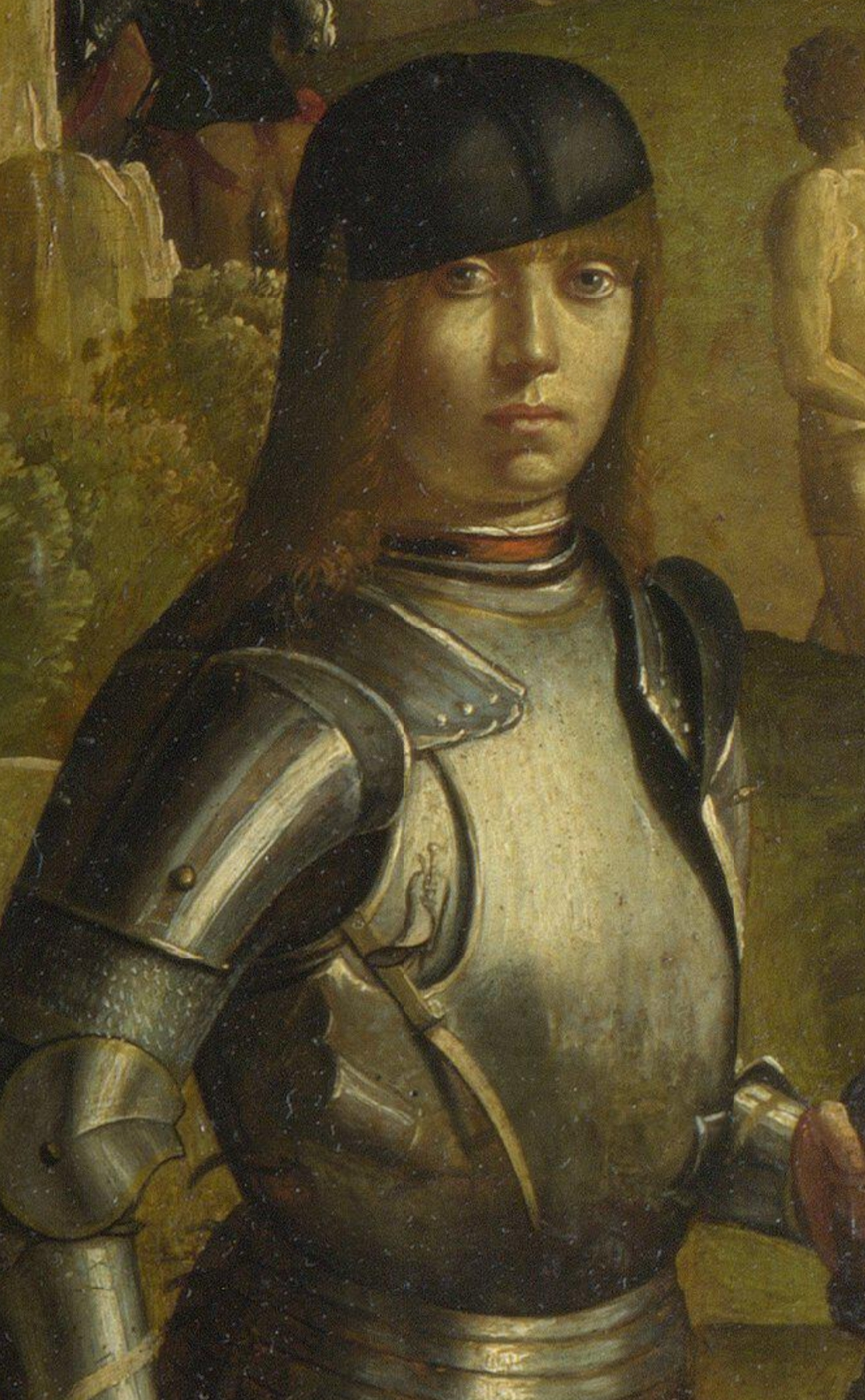
Primo piano del cavaliere

Della bellezza che dimostrò di possedere sin da neonato, come risulta dalle lettere del Sadoleto, ci danno conferma tutte le fonti del tempo. Lo zio Alberto, che viveva in esilio a Napoli, scriveva al fratello del figlio: "è pur tanto bello don Ferrante, che ’l pare uno angelo de paradiso". La madre, appena lo rivide, lo disse "bello como una rosa". Per l'anno 1497 Marin Sanudo, nei suoi Diarii, lo dice un "bellissimo garzone, vestito a la spagnola" e Jacopino de' Bianchi lo descrive "belo e gratioxo". Fu perfino paragonato a San Giorgio quando, all'entrata di Carlo VIII a Firenze nel novembre 1494, prese parte al corteo al posto d'onore subito accanto al re, e Niccolò Strozzi ne scrisse alla sorella Isabella d'Este: "Fra li altri gorieri et summamente laudati gli è stato il Sig. suo fratello [Ferrante] armato [di] tutte arme che veramente parea uno San Zorzo".
Il padre, al suo rientro da Napoli, lo giudicò "de bon inzegno", e lo stesso parere fu condiviso dal cognato Ludovico Sforza, secondo il quale il giovane Ferrante possedeva "uno ardire et ingenio mirabile". Purtroppo nessuna descrizione risulta essere rimasta relativamente ai suoi tratti somatici, né sono noti suoi ritratti, fuorché una miniatura di pessima fattura, dalla quale parrebbe che i suoi capelli tendessero al biondo, come per il fratello Sigismondo e molti dei suoi zii paterni.
Pare che in data imprecisata fosse stato innamorato: Antonio Tebaldeo, mandandogli in dono un levriero, gli dedica un sonetto in cui lo invita a non desistere dal corteggiamento di quella "crudel che 'l cor t'ha morso":
che dopo il martial t'aggrada e piace, 

Ferrante mio gentil, che in guerra e in pace, 

il corpo tieni a le fatiche desto, 

scielto de molti can', ti mando questo 

di stirpe tal che mai non fu fallace. 

Presso di lui, qual fiera è più fugace, 

ti parrà tarda, tanto è leve e presto. 

Tutte tua preda le farai con ello, 

excetto la crudel che 'l cor t'ha morso: 

aggiunger non pò quella Amor, che è ucello. 

Convienti a simil caccia altro soccorso. 

Persevera, Signor, ché questo è quello 

veltro che sol pò superarla in corso.»
(Antonio Tebaldeo, Rime estravaganti.)

### Alla corte di Carlo VIII
Nel 1493 fu inviato dal padre a prendere servizio presso Carlo VIII di Francia alla corte francese. La sorella Beatrice, che gli era particolarmente legata, e che evidentemente ne sentiva la mancanza, si teneva costantemente informata della sua condizione tramite lettere che inoltrava poi al padre, augurandosi che anche lui traesse da esse "quello piacere quale ha facto io ne la lectione [lettura] d'epse lettere".
Quando Carlo invase l'Italia, Ferrante lo accompagnò ad Asti, tuttavia decise di non seguire l'esercito francese a Napoli, ma di rimanere a Roma a spendere dissolutamente il denaro che periodicamente il padre gli mandava. Per la sua negligenza, Ercole mandò una lettera di rimprovero al figlio perché si adoperasse per non perdere i favori del re e perché raggiungesse le truppe francesi. Il figlio ubbidì e combatté al fianco di Carlo VIII nella sanguinosa battaglia di Fornovo. Seguitolo nuovamente in Francia, tornò poi in Italia solo nel 1497.
L'Arienti così lo dipinge in una sua opera:
(Giovanni Sabadino degli Arienti, De triumphis religionis.)

### Ritorno a Ferrara
Nel 1498 ottenne da Venezia una condotta per la guerra di Pisa. Insieme a Marco da Martinengo, Gurlino Tombesi e Filippo Albanese, difese la città toscana contro l'esercito di Firenze fino alla primavera del 1499, quando, tornato a Ferrara, venne licenziato da Venezia.
Nel 1499 andò con il fratello Alfonso a Milano per incontrare il nuovo re Luigi XII di Francia, che aveva conquistato la Lombardia. Avendo accumulato presso la corte francese ingenti debiti, Ferrante non ricevette i favori del successore di Carlo VIII.
Nel 1502 fu mandato a Ferrara a prendere possesso di Cento e della Pieve, che da Alessandro VI erano state cedute alla casa d'Este.

Tra i fratelli Este nacque una disputa riguardante un musicista, don Rainaldo. Questi era al servizio di Giulio d'Este, figlio naturale di Ercole I, ma il cardinale Ippolito d'Este lo voleva per la propria cappella. Ippolito, verso la fine del 1504, venendo a Ferrara in occasione della malattia del padre, portò Rainaldo con sé rinchiudendolo nella Rocca del Gesso, una fortezza appartenente a Giovanni Boiardo, conte di Scandiano. Nel maggio 1505 Giulio scoprì dove si trovava l'uomo ed insieme a Ferrante e ad altri uomini armati si riprese il proprio musicista. Ippolito, braccio destro del fratello duca, si lamentò con Alfonso per quanto era accaduto e questi esiliò a Modena Ferrante e a Brescello Giulio.

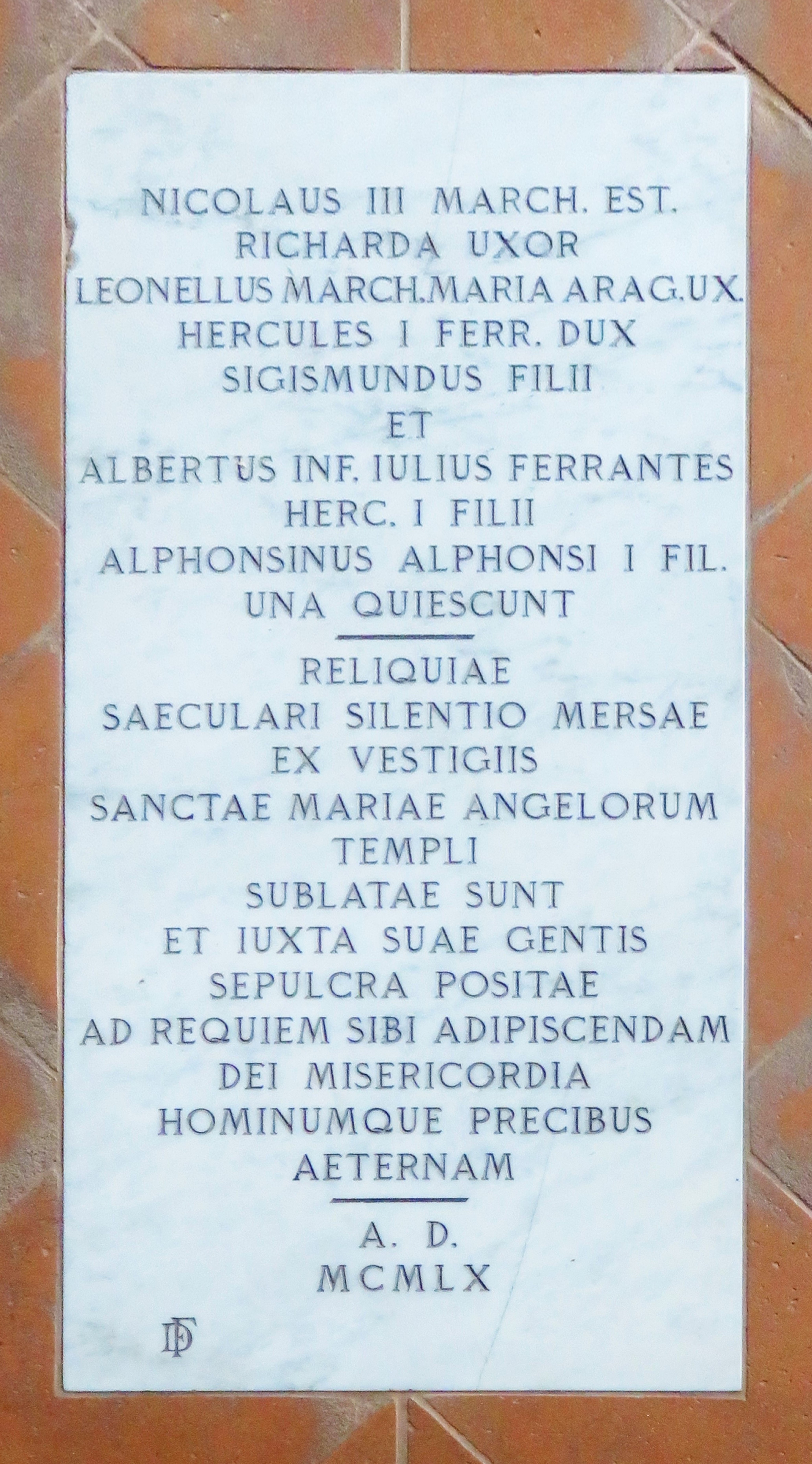
Monastero del Corpus Domini, a Ferrara, sala del coro. Lastra tombale di Ferrante d'Este e di altri esponenti della casata Estense qui trasferiti dalla scomparsa chiesa di Santa Maria degli Angeli.

Sia Lucrezia Borgia, sia Isabella d'Este e suo marito Francesco II Gonzaga riuscirono a convincere Alfonso a perdonare entrambi i fratelli.

### La congiura
Successivamente, nel 1506, Ferrante organizzò col fratellastro Giulio una congiura diretta ad assassinare Alfonso e a prenderne il posto. Si unirono a loro altri nobili ostili ad Alfonso e ad Ippolito. Il piano prevedeva anche l'assassinio di Ippolito, tuttavia i cospiratori non riuscirono ad organizzare per bene il piano e i sicari, aspettando di notte Alfonso per le strade di Ferrara con pugnali avvelenati, mancarono l'obiettivo.
Le spie di Ippolito vennero però a sapere del piano e lo riferirono ad Alfonso. Venne aperta una inchiesta e Giulio e Ferrante, insieme ad altri tre uomini (tra i quali Albertino V Boschetti), furono giudicati colpevoli. Giulio, fuggito a Mantova, fu poi consegnato da Francesco Gonzaga ad Alfonso. Ferrante invece venne condotto nel Castello già un paio di mesi prima dell'inizio del processo.
Mentre la condanna a morte per i tre cospiratori venne eseguita, Giulio e Ferrante furono graziati e incarcerati nella torre dei Leoni. I loro beni furono presi da Alfonso e donati ai suoi favoriti.
Ferrante trascorse il resto della sua vita in carcere, morendovi nel 1540, dopo 34 anni di prigionia e senza ricevere la visita di nessun familiare. Giulio fu invece rilasciato da Alfonso II d'Este dopo 53 anni di prigionia, ottantunenne.

## Nella cultura di massa
- Nella miniserie del 1981 I Borgia, Ferrante è impersonato da Christopher Reich.
- Nella pellicola del 2005 E ridendo l'uccise di Florestano Vancini, ispirata ai tragici eventi della congiura, è impersonato da Carlo Caprioli.
- Nella serie televisiva francese del 2011-2014 I Borgia è impersonato da George Maguire.

## Ascendenza
|                         |                     |                         | Genitori                      |  |  | Nonni |  |  | Bisnonni         |  |  | Trisnonni         |  |
|                         |                     |                         |                               |  |  |       |  |  | Alberto V d'Este |  |  | Obizzo III d'Este |  |
|                         |                     |                         |                               |  |  |       |  |  | Alberto V d'Este |  |  | Obizzo III d'Este |  |
|                         |                     | Lippa Ariosti           |                               |  |  |       |  |  | Alberto V d'Este |  |  |                   |  |
| Niccolò III d'Este      |                     |                         |                               |  |  |       |  |  | Alberto V d'Este |  |  |                   |  |
|                         |                     | Isotta Albaresani       | Alberto Albaresani            |  |  |       |  |  |                  |  |  |                   |  |
|                         |                     | Isotta Albaresani       | Alberto Albaresani            |  |  |       |  |  |                  |  |  |                   |  |
|                         |                     | Isotta Albaresani       | ...                           |  |  |       |  |  |                  |  |  |                   |  |
| Ercole I d'Este         |                     | Isotta Albaresani       |                               |  |  |       |  |  |                  |  |  |                   |  |
|                         |                     | Tommaso III di Saluzzo  | Federico II di Saluzzo        |  |  |       |  |  |                  |  |  |                   |  |
|                         |                     | Tommaso III di Saluzzo  | Federico II di Saluzzo        |  |  |       |  |  |                  |  |  |                   |  |
|                         |                     | Tommaso III di Saluzzo  | Beatrice di Ginevra           |  |  |       |  |  |                  |  |  |                   |  |
| Ricciarda di Saluzzo    |                     | Tommaso III di Saluzzo  |                               |  |  |       |  |  |                  |  |  |                   |  |
|                         |                     | Margherita di Roucy     | Ugo II di Pierrepont          |  |  |       |  |  |                  |  |  |                   |  |
|                         |                     | Margherita di Roucy     | Ugo II di Pierrepont          |  |  |       |  |  |                  |  |  |                   |  |
|                         |                     | Margherita di Roucy     | Bianca di Coucy               |  |  |       |  |  |                  |  |  |                   |  |
| Ferrante d'Este         |                     | Margherita di Roucy     |                               |  |  |       |  |  |                  |  |  |                   |  |
|                         | Alfonso V d'Aragona | Ferdinando I d'Aragona  |                               |  |  |       |  |  |                  |  |  |                   |  |
|                         | Alfonso V d'Aragona | Ferdinando I d'Aragona  |                               |  |  |       |  |  |                  |  |  |                   |  |
|                         | Alfonso V d'Aragona | Eleonora d'Alburquerque |                               |  |  |       |  |  |                  |  |  |                   |  |
| Ferdinando I di Napoli  | Alfonso V d'Aragona |                         |                               |  |  |       |  |  |                  |  |  |                   |  |
|                         |                     | Gueraldona Carlino      | Enrico Carlino                |  |  |       |  |  |                  |  |  |                   |  |
|                         |                     | Gueraldona Carlino      | Enrico Carlino                |  |  |       |  |  |                  |  |  |                   |  |
|                         |                     | Gueraldona Carlino      | ...                           |  |  |       |  |  |                  |  |  |                   |  |
| Eleonora d'Aragona      |                     | Gueraldona Carlino      |                               |  |  |       |  |  |                  |  |  |                   |  |
|                         |                     | Tristano di Chiaromonte | Deodato II di Clermont-Lodève |  |  |       |  |  |                  |  |  |                   |  |
|                         |                     | Tristano di Chiaromonte | Deodato II di Clermont-Lodève |  |  |       |  |  |                  |  |  |                   |  |
|                         |                     | Tristano di Chiaromonte | Isabella di Roquefeuil        |  |  |       |  |  |                  |  |  |                   |  |
| Isabella di Chiaromonte |                     | Tristano di Chiaromonte |                               |  |  |       |  |  |                  |  |  |                   |  |
|                         |                     | Caterina di Taranto     | Raimondo Orsini del Balzo     |  |  |       |  |  |                  |  |  |                   |  |
|                         |                     | Caterina di Taranto     | Raimondo Orsini del Balzo     |  |  |       |  |  |                  |  |  |                   |  |
|                         |                     | Caterina di Taranto     | Maria d'Enghien               |  |  |       |  |  |                  |  |  |                   |  |
|                         |                     | Caterina di Taranto     |                               |  |  |       |  |  |                  |  |  |                   |  |